# Carlos Gabriel Moreira de Oliveira
Carlos Gabriel Moreira de Oliveira, noto semplicemente come Carlos Gabriel o con lo pseudonimo Hulk (Brasilia, 30 aprile 1999), è un calciatore brasiliano, difensore dell'Itabirito.

## Caratteristiche tecniche
È un terzino sinistro. Il suo soprannome Hulk è dovuto alla somiglianza fisica con il connazionale Hulk.

## Carriera
Cresciuto nelle giovanili dell'Atlético Mineiro, ha esordito in prima squadra il 26 luglio 2018 in occasione del match di campionato vinto 2-0 contro il Paraná.